# 卜艾·扎卡西
拿督莫哈末卜艾·扎卡西（1957年7月7日—），马来西亚政治人物，巫统最高理事，现任柔佛州议会议长，以及柔佛州议会龙引州议员。曾经担任马来西亚教育部第二副部长（2009年至2013年）、柔佛峇株巴辖国会议员（2008年至2013年），以及巫统峇株巴辖区部主席。

## 政治生涯

### 联邦政府部长
曾经担任教育部副部长。

### 2022年至今：龙引州议员、柔州议长
在2022年柔佛州选举，莫哈末卜艾扎卡西取代已就任四届龙引州议员的原任州议员阿育嘉米尔代表上阵龙引州议席，并在选举日当天打败来自人民公正党、国民联盟和祖国斗士党的对手成为龙引州议员。莫哈末卜艾在2022年4月21日出任柔佛州议会议长。

## 政党职务

### 巫统最高理事
莫哈末卜艾在担任巫统最高理事期间，时常公开针对党政事务发表意见，其中包括有了副首相不必要有高级部长的言论。

## 争议

### 访问中共政治学校涉共产主义
2024年9月25日，卜艾·扎卡西在脸书上发布他率领国阵巫统代表团访问中国的帖子，包括参观培训中共干部的中共北京市委党校和参与政治讲座。柔佛国盟联盟主席沙鲁丁嘉马基于卜艾在脸书上发布的内容，向警方举报指控前者回国后会传播共产主义，要求有关方面采取适当的行动。沙鲁丁嘉马表示，国盟联盟担心共产主义会在巫统成员以及卜艾担任州议长的柔佛州议会产生不良影响。作为回应，卜艾驳斥国盟关于他到中国考察访问与共产主义意识形态有关的说法，强调讨论的话题是中国的现代化、中国如何培训和选拔领导人以及社交媒体素养，并指出国阵访华源自于马中建交50周年，而在中国有数以千计的政治学校遍布在各市区设施以內，大部分会议和讨论都是在这些政治学校的教室里举行的。